# Argument z prawa naturalnego

Argument przedstawiony został w encyklice papieża Pawła VI

Argument z prawa naturalnego – jeden z argumentów przeciwko pewnym metodom antykoncepcji w nauczaniu Kościoła katolickiego.

## Postać argumentu
Argument ten został w najpełniejszej wersji sformułowany w wydanej przez papieża Pawła VI encyklice Humanae vitae. Kazimierz Szewczyk uważa ją za „podstawowy dokument dotyczący etycznej strony regulacji urodzeń”.
Rzeczony argument bazuje na katolickim nauczaniu o prawie naturalnym. Ważną rolę zajmuje w nim Bóg jako stwórca natury, a więc i ten, który każdemu stworzonemu bytowi wyznacza odpowiednie miejsce i sens istnienia; za ich naturę rozumie się sens czy też „wewnętrzną celowość”. Do takich rzeczy zaliczają się także ludzkie działania, czyli akty. Wynika z tego, że Bóg przewidział także dla aktu małżeńskiego jego wewnętrzną celowość, leżącą w planie świata.
Papież widzi dwojaką funkcję aktu małżeńskiego (uważa też, że zgodnie z planem Boga do aktów seksualnych powinno dochodzić jedynie w małżeństwie). Jedną z dwu funkcji tego aktu jest jednoczenie małżonków, drugą jest funkcja prokreacyjna, czyli rodzicielska. Dokument stwierdza, że obie wymienione funkcje aktu są ze sobą połączone nierozerwalnie; jego autor uważa, że są naturalnie połączone. Nazywa się to zasadą łączności. Dzięki takiemu połączeniu zarówno małżonkowie, jak i same akty otwierają się na przekazywanie życia.
Co za tym idzie, rozdzielenie funkcji aktu seksualnego ma być niezgodne z boskim planem świata, sprzeczne z samą naturą (rozumianą, jak podano wyżej) aktu. Taki stosunek uznaje za niegodziwy, jako że przeszkadza on naturalnym procesom przekazywania życia. W związku z tym autor encykliki wzywa do odrzucenia środków powodujących takie rozdzielenie (większość metod antykoncepcji, jak środki antykoncepcyjne, stosunek przerywany itp.).
Dostrzegając ważną rolę natury w omawianej sprawie, papież Paweł VI nie stwierdza jednak, by każdy akt seksualny musiał być dokonywany w celu poczęcia potomstwa. Zwraca uwagę na naturalnie występujące okresy niepłodne podczas cyklu miesiączkowego kobiety. Uważa, że one także mieszczą się w bożym planie i stanowią „pewną właściwość daną przez naturę”, którą małżonkowie mogą wykorzystywać, to znaczy mogą godziwie współżyć w te dni, mimo że stosunki takie nie prowadzą do spłodzenia potomstwa. Encyklika stwierdza istnienie olbrzymiej różnicy pomiędzy sztucznymi metodami antykoncepcji a korzystającym z tych naturalnych cech kobiecej płodności naturalnym planowaniem rodziny. Dopuszcza je pod warunkiem istnienia słusznych powodów, dla których rodzina musiałaby ograniczyć liczbę dzieci, co więcej, posuwa się do stwierdzenia, że naturalne planowanie rodziny afirmuje porządek moralny świata.

## Krytyka

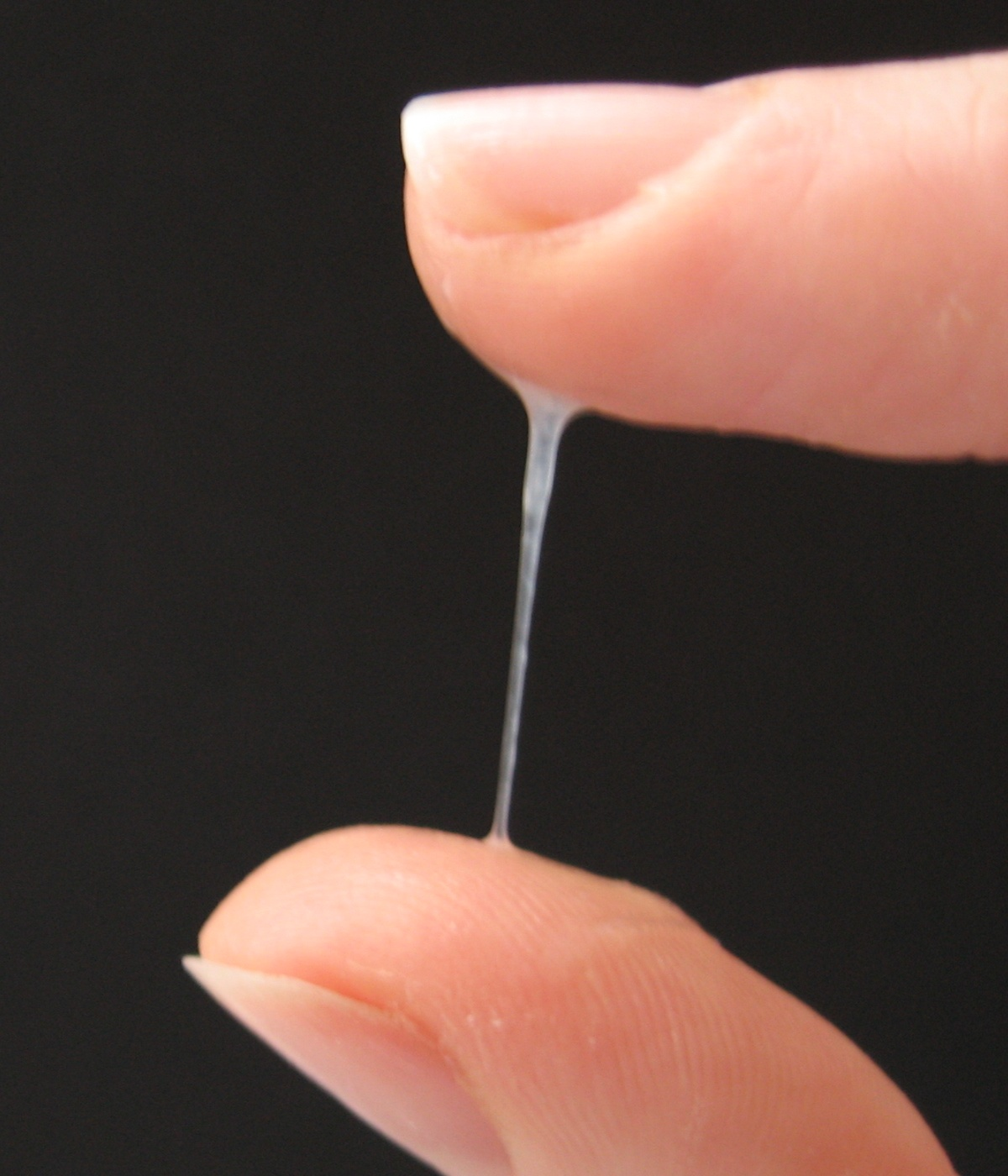
Obserwacja śluzu szyjkowego należy do zgodnych z katolicką koncepcją prawa naturalnego metod naturalnego planowania rodziny

Argument z prawa naturalnego stał się przedmiotem debaty i krytyki nawet wśród katolików, mimo że wśród części z nich spotkał się z aprobatą. Szewczyk uważa go za szczególnie kontrowersyjny.
Ważnym zarzutem jest opieranie się argumentu na specyficznej wizji świata. Przypisywanie bytom określonych funkcji czy celów ich istnienia charakterystyczne jest dla teleologicznego sposobu rozumienia świata. Jest on skrajnie odmienny od sposobu opisywania rzeczywistości w naukach przyrodniczych. W nich najczęstszy jest determinizm. Krytycy dostrzegają zbyt słabe uzasadnienie przyjęcia teleologicznego sposobu patrzenia na sporną kwestię w encyklice. Zwracają też uwagę na płynność i niejednoznaczność, a więc trudności w określaniu funkcji składników świata, teleologii przypisują oni nadmierną dowolność w definiowaniu przez człowieka tychże funkcji. W przypadku aktów seksualnych rozdzielają funkcje na bezpośrednie i kompleksowe, przy czym cele bezpośrednie mogą różnić się od siebie – mogą nimi być zarówno prokreacja, jak i łączenie spełniających akt. Skoro sama natura wprowadziła w pewnych okresach rozdzielenie funkcji aktu, to rozdzielenie takie musi być dozwolone, zgodne z prawem natury. W przypadku funkcji kompleksowej aktu rozpatruje się nie pojedyncze zbliżenia, ale całość życia seksualnego danej pary. Cel może tutaj stanowić odpowiedzialne rodzicielstwo i wtedy używanie środków antykoncepcyjnych w poszczególnych aktach można zaakceptować, jeśli prowadzi do celu kompleksowego.
Krytycy widzą też utożsamianie prawa naturalnego z fizycznym, zarzucają fizykalizm, łączenie moralności ludzkiej z fizjologią człowieka. Podnoszą, że takie rozumowanie doprowadziłoby też do uznania wielu z osiągnięć współczesnej medycyny za złe, dopuszczając na przykład tylko naturalny sposób porodu. Istnieje też zmodyfikowany zarzut podający, że w encyklice działania moralne traktowane są jako byty fizyczne. Zarzucają swym oponentom również logikę manualistyczną. Uznają fizykalizm za niezgodny z jednością duchowo-cielesną osoby ludzkiej, dostrzegają też nadmierne w ich ocenie uzależnienie moralności od składnika biologicznego. Mówią nawet, że sprzyja on skłonności Kościoła do dyskryminacji cielesności i płciowości człowieka, szczególnie kobiety. Zauważają, że skłonność ta sięga tradycją początków chrześcijaństwa.

## Krytyka krytyki
Argumenty krytyków odrzucane są przez zwolenników argumentu z prawa naturalnego. Wyznają oni absolutyzm etyczny. Uznają więc antykoncepcję za złą, a zaszeregowanie takie nie ma według tego poglądu związku z intencją podmiotu ani konsekwencjami podejmowanej czynności.